# کی‌استون هایتس (فلوریدا)
کی‌استون هایتس (به انگلیسی: Keystone Heights) شهری در شهرستان بردفورد کلی ایالت فلوریدا است که در سال ۱۹۲۵ بنیان‌گذاری شده‌است. این شهر طبق سرشماری سال ۲۰۱۰ میلادی، ۱٬۵۱۷ نفر جمعیت داشته و مساحت آن نیز ۱۲٫۰ کیلومتر مربع است.